# Charagaoeli (stad)
Charagaoeli (Georgisch: ხარაგაული) is een plaats in het westen van Georgië met 1.745 inwoners (2024), gelegen in de regio Imereti. Het is het bestuurlijk centrum van de gelijknamige gemeente. Charagaoeli is gesitueerd op 280-400 meter boven zeeniveau in en boven de kloof van de Tsjcherimela-rivier en zeven kilometer van de samenvloeiing met de Dziroela. Charagaoeli ligt ruim 170 kilometer ten westen van hoofdstad Tbilisi en 100 kilometer ten zuidoosten van regiohoofdstad Koetaisi.

## Geschiedenis

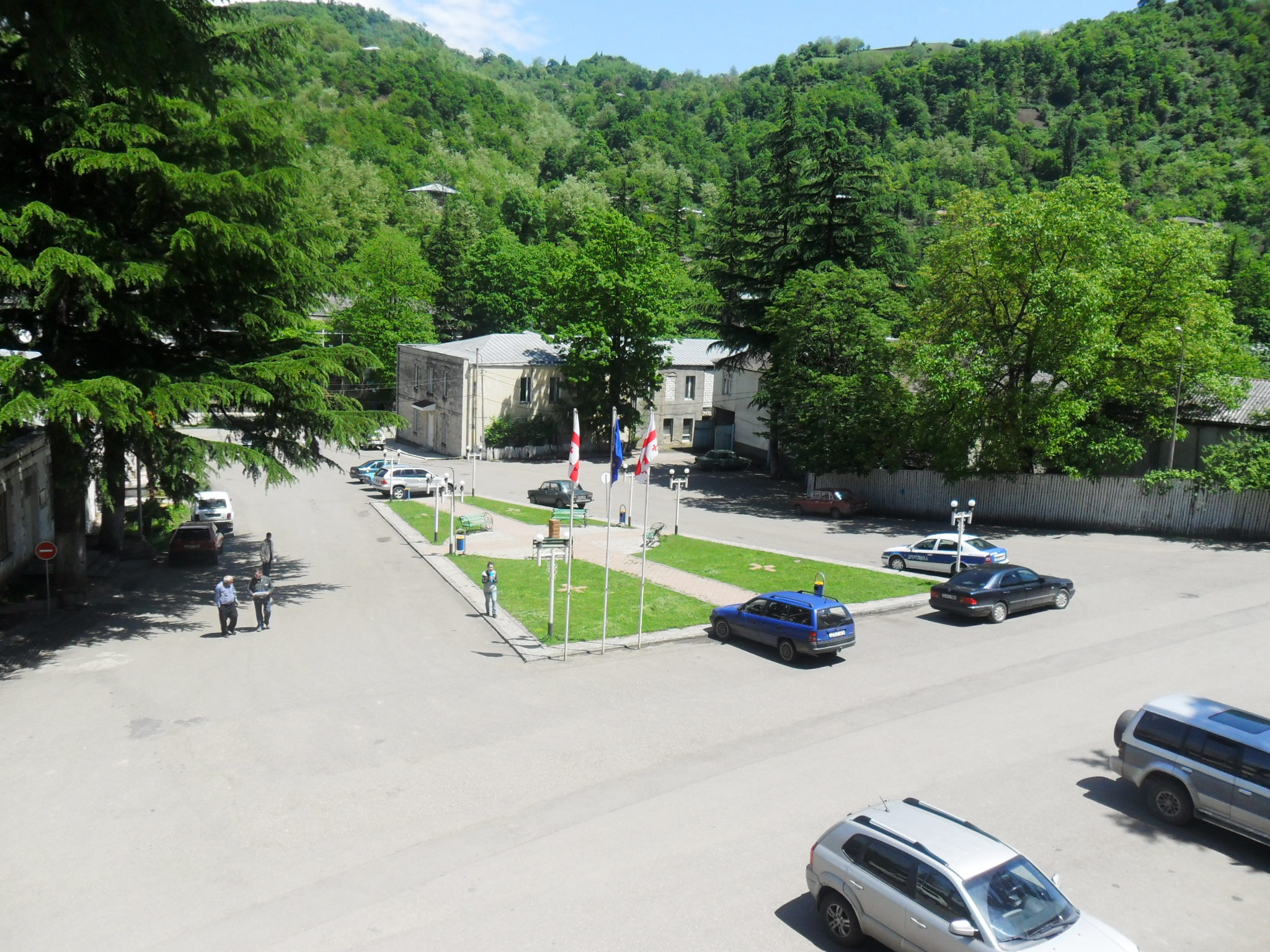
Centrum

Het dorp Charagaoeli wordt voor het eerst in documenten uit de 17e eeuw genoemd, maar archeologische opgravingen in de periode 1926-1931 onder leiding van het Staatsmuseum van Georgië hebben aangetoond dat er waarschijnlijk in het laatpaleolithicum al een nederzetting was. Er zijn gereedschappen, speerpunten en andere voorwerpen gevonden in en rond de Devisjvreli-grot langs de Tsjcherimelarivier, een paar kilometer ten noorden van Charagaoeli. 
De Georgische historicus, geograaf en cartograaf Vachoesjti Bagrationi schreef in zijn standaardwerk "Beschrijving van het Koninkrijk Georgië" uit 1745 over het kasteel Charagaoeli "op de top van het Vardzii-ravijn", dicht bij de rivier Tsjcherimela. De ruïnes van dit kasteel zijn nog te zien in de beboste hellingen aan de zuidkant van Charagaoeli boven de linkeroever van de Tscherimila. Het kasteel was eigendom van de feodale Abasjidze clan, evenals het nabijgelegen Tsjcherikasteel, totdat koning Salomo I van Imeretië hen in 1754 dwong beide kastelen te verkopen.
In de 1872 kreeg Charagaoeli een halte aan de belangrijke Tbilisi - Poti spoorlijn, en in 1930 werd het gepromoveerd tot bestuurlijk centrum van het nieuwe rajon Charagaoeli. In 1944 werd het een 'nederzetting met stedelijk karakter', en in 1949 werd de naam in navolging van het district gewijzigd in Ordzjonikidze, naar de Sovjet-politicus Grigori Ordzjonikidze. Tijdens de de-sovjetisering van toponiemen in 1991 werd de naam Charagaoeli weer hersteld.

## Demografie
Begin 2023 had Charagaoeli 1.809 inwoners, een daling 11% sinds de volkstelling van 2014. De bevolking van Charagaoeli bestond in 2014 vrijwel geheel uit Georgiërs (99,2%).
| Aantal                                                           | - | 1.024 | 3.725 | 2.851 | 3.220 | 3.168 | 2.380 | 1.965 | 1.888 | 1.745 |
| Verantwoording data: Bevolkingsstatistiek Georgië 1897 tot heden |   |       |       |       |       |       |       |       |       |       |

## Bezienswaardigheden
- Tsjcherikasteel, of ook wel het  uit de 15e-17e eeuw. De ruïnes bevinden zich bovenop een rots boven de Tsjcherimela-rivier op twee kilometer ten zuidoosten van Charagaoeli, langs de weg naar Soerami. Het fort speelde in 1810 nog een rol tijdens de Imeretische opstand tegen de Russische heersers.[9]
- Er is een museum van lokale geschiedenis, met vondsten uit de bronstijd en recentere eeuwen, maar ook etnografisch materiaal uit de 19e eeuw.[10]

## Vervoer
Charagaoeli ligt aan een belangrijke alternatieve autoweg door het Lichigebergte dat oost- en west-Georgië van elkaar scheidt, de nationale route Sh55 die dit gebergte passeert via de Soeramipas bij Soerami. De weg volgt vanaf de pas de rivier Tsjcherimela naar Charagaoeli en gaat verder naar Zestafoni. Het is sinds 1872 dezelfde route over de Soeramipas voor de spoorweg Tbilisi - Poti, de centrale oost-west spoorlijn door het land, waarlangs Charagaoeli een station heeft.

## Geboren
- Grigori Ordzjonikidze (1886-1937), Sovjet politicus van Georgische afkomst die samen met Jozef Stalin verantwoordelijk was voor de inlijving van de drie Transkaukasische landen in de Sovjet-Unie. Nadat hij tijdens de Grote Zuivering ruzie kreeg met Stalin bracht hij zichzelf onder nooit opgehelderde omstandigheden waarschijnlijk om het leven.